# Линдзи Бъкингам
Линдзи Адамс Бъкингам (на английски: Lindsey Adams Buckingham; * 3 октомври 1949 г. в Пало Алто, Калифорния, САЩ) е американски музикант, певец, автор на песни и звукозаписен продуцент, най-известен като водещ китарист и вокалист на групата Флийтуд Мак от 1975 до 1987 и от 1997 до 2018 г. Той има и седем солови студийни албума и три концертни албума. Като член на Флийтуд Мак е въведен в Залата на славата на рокендрола през 1998 г. Бъкингам е класиран на 100-то място в списъка на сп. „Ролинг Стоун“ за 2011 г. на 100-те най-велики китаристи на всички времена. Той е известен със стила си на свирене на китара с пръсти.
Флийтуд Мак – групата, която дава на Бъкингам най-голямото му представяне, съществува от края на 60-те години, започвайки като британска блус група начело с Питър Грийн. След като Грийн напуска групата, те преживяват няколко бурни години без стабилен фронтмен. Бъкингам е поканен да се присъедини към нея през 1974 г. Като условие за присъединяване той настоява неговата музикална и романтична партньорка Стиви Никс също да бъде включена. Бъкингам и Никс стават лицето на Флийтуд Мак по време на най-успешния комерсиално период, подчертан от мултиплатинения им студиен албум Rumors (1977), който е продаден в над 40 млн. копия по целия свят. Макар и много успешна групата преживява почти постоянни творчески и лични конфликти и Бъкингам я напуска през 1987 г., за да се съсредоточи върху соловата си кариера.
Еднократно събиране на Гала вечерята за встъпването в длъжност на президента Бил Клинтън през 1993 г. инициира известно сближаване между бившите членове на групата: Бъкингам изпълнява някои вокали в песен от техния студиен албум Time от 1995 г. и се присъединява отново към групата на пълен работен ден през 1997 г. за концертното турне и за албума The Dance. На 9 април 2018 г. той е уволнен от Флийтуд Мак и е заменен от Майк Кембъл и Нийл Фин.

## Ранен живот
Линдзи Адамс Бъкингам е роден на 3 октомври 1949 г. в Пало Алто, Калифорния, в семейството на Рутеда (по баща Елиът) и Морис Бъкингам Той има двама по-големи братя – Джефри и Грегъри. Израства в общността на Адъртън в района на залива на Сан Франциско. Учи в гимназия „Менло-Адертън“, където той и братята му са насърчавани да се състезават по плуване. Въпреки че Бъкингам изоставя леката атлетика, за да се занимава с музика, брат му Грегъри печели сребърен медал на Олимпийските игри през 1968 г. в Мексико Сити. След гимназията учи в Държавния университет в Сан Хосе, но не завършва.
Той израства, слушайки записите на по-големия си брат на Литъл Ричард, Бъди Холи и Елвис Пресли. Като дете Бъкингам се упражнява да свири на пластмасова китара на Мики Маус, докато родителите му не му купуват истинска китара – Хармъни за 35 долара. Бъкингам никога не е ходил на уроци по китара и не чете ноти. До 13-годишна възраст започва да се интересува от фолк музика и, повлиян от методите на банджото, практикува енергичния стил на Кингстън Трио. Той е силно повлиян от музиката на Бийч Бойс.

## Музикална кариера
От 1966 до 1971 г. Бъкингам изпълнява психеделичен и фолк рок с гимназиалната рок група, първоначално наречена Фриц Рабин Мемориал Бенд, където е басист и вокалист. Групата се прегрупира през 1967 г. поради промени в членовете на групата и съкращава името си на Фритц. Бъкингам кани своята приятелка Стиви Никс да се присъедини към Фриц като беквокалистка. Тяхната романтична връзка започва, след като и двамата напускат Фриц пет години по-късно.

### 1973 – 1974 г.: АлбумBuckingham Nicks
Бъкингам и тогавашната му приятелка Стиви Никс записват седем демо записи през 1972 г. на половин-инчов 4-пистов рекордер Ampex, съхраняван в завода за печене на кафе на баща му в Дейли Сити, след което заминават за Лос Анджелис, за да преследват договор за запис. През 1973 г. Полидор Рекърдс подписват с двойката. Техният студиен албум Buckingham Nicks, продуциран от Кийт Олсън и втория инженер Ричард Дашът, е издаден през септември 1973 г.. Скоро след пускането му Полидор изоставя дуото поради слаби продажби. За да си помогне финансово, Бъкингам отива на турне с подгряващата група на Дон Евърли, пеейки части на Фил Евърли.

### 1975 – 1980 г.: Флийтуд Мак и комерсиален успех
Докато разучава звукозаписното студио Саунд Сити в Калифорния, Мик Флийтуд чува песента Frozen Love („Замръзнала любов“) от студийния албум Buckingham Nicks. Впечатлен, той пита кой е китаристът. Случайно Бъкингам и Никс също участват в демо записи в студиото, и Бъкингам и Флийтуд са представени. Когато Боб Уелч напуска Флийтуд Мак през декември 1974 г., Мик Флийтуд незабавно се свързва с Бъкингам и му предлага свободното място за китара в неговата група. Бъкингам му казва, че той и Никс са екип и че не иска да работи без нея. Флийтуд се съгласява да наеме и двамата без прослушване. След това Бъкингам и Никс започват кратко турне, за да популяризират албума Buckingham Nicks. Когато свирят в Алабама, която е единственият район, където имат значителни продажби, казват на феновете си, че са се присъединили към Флийтуд Мак.
Флийтуд Мак издават едноименния си студиен албум Fleetwood Mac през 1975 г., който достига номер едно в американските класации. Бъкингам участва с две песни в албума: Monday Morning („Понеделник сутрин“) и I'm So Afraid („Толкова се страхувам“), като същевременно е водещ глас в Blue Letter („Тъжно писмо“) и в песента на Никс Crystal („Кристал“). I'm So Afraid и Monday Morning са предназначени за планирания следващ студиен албум на Бъкингам-Никс, но вместо това са използвани за Флийтуд Мак.
Въпреки успеха на първия студиен албум на новия състав вторият им съвместен студиен албум Rumors (1977) издига групата до статут на суперзвезда, превръщайки се в един от най-продаваните студийни албуми на всички времена. Go Your Own Way („Върви си по пътя“) на Бъкингам е водещият сингъл, който се издига в Топ 10 на САЩ; също в албума са песните му Second Hand News („Новини от втора ръка“) и Never Going Back Again („Да не се върнеш никога обратно“). Бъкингам също е водещ вокалист в две от най-големите концертни песни на групата: The Chain („Веригата“), написана от цялата група, и Don’t Stop („Не спирай“) – песен на Кристин Макви.
След огромния комерсиален успех на Rumours (по време на създаването на който Бъкингам и Никс скъсват), Бъкингам е решен да избегне повторението на същия музикален модел. Резултатът е Tusk (1979) – двоен студиен албум на Флийтуд Мак, който Бъкингам основно ръководи. Още веднъж той пише водещия сингъл – заглавната песен Tusk („Бивни“), която достигна номер 8 в Билборд Хот 100. Бъкингам убеждава Мик Флийтуд да остави работата му върху следващия им студиен албум да бъде по-експериментална и да му бъде позволено да работи върху песни у дома, преди да ги донесе на останалата част от групата в студиото. Той продуцира три хитови сингъла: Tusk на Линдзи Бъкингам (номер 8 в СЩ), който включва групата на Университета на Южна Каролина „Спирит ъф Трой“, Think About Me на Кристин Макви (номер 20 в САЩ) и 6½-минутен опус на Стиви Никс Sara (номер 7 в САЩ). Sara е съкратена до 4½ минути както за хит сингъла, така и за първото CD-издание на албума, но нередактираната версия оттогава е възстановена в компилацията с най-големите хитове от 1988 г. Greatest Hits, преиздаването на Tusk и изданието The Very Best of Fleetwood Mac от 2002 г. Оригиналният китарист Питър Грийн също участва в сесиите на Tusk, въпреки че свиренето му на песента на ристин Макви Brown Eyes не е включено в албума. По това време Бъкингам се премества при секретарката на звукозаписната компания и начинаещ модел Карол Ан Харис, с която живее до 1984 г. Въпреки че по повечето стандарти е хит, Tusk не успява да се доближи до продажбите на записи на Rumors и албумът е последван от пауза в студийните звукозаписни усилия на групата.

### 1981 г.: Солова кариера и албумLaw and Order
По време на работата си върху албума Tusk Бъкингам продуцира и студийни албуми за Уолтър Игън и Джон Стюарт в края на 70-те години, и също започва работа по собствен солов студиен албум. През 1981 г. той издава дебютния си солов студиен албум Law and Order, свирейки на почти всички инструменти и включвайки гостуващи участия на колегите от групата Мик Флийтуд и Кристин Макви. Албумът преследва странните, еклектични, често lo-fi и ню уейв влияния на Tusk и ражда сингъла Trouble („Беда“), вдъхновен от продуцента на Флийтуд Мак Ричард Дашът, който достига номер 9 в Билборд Топ 100 и номер 1 в Австралия (за три седмици).

### 1982 г.: албумMirage
След голямо световно турне, което приключва през 1980 г., Флийтуд Мак си взимат едногодишна пауза, преди да се съберат отново за записа на следващия им студиен албум Mirage (1982). Той е по-приятелски настроена към попмузиката творба, която връща групата на върха на класацията за албуми в САЩ. Въпреки това по това време различни членове на групата се радват на успех като солови изпълнители (особено Стиви Никс) и следващият албум на групата е издаден едва пет години по-късно.

### 1983 – 1986 г.: АлбумGo Insaneи други солови проекти
През 1983 г. Бъкингам пише и изпълнява песните Holiday Road („Ваканционно шосе“) и Dancin' Across the USA („Да танцуваш из САЩ“) за филма National Lampoon's Vacation. Първата е издадена като сингъл и достига номер 82 на Хот 100 на Билборд.
През 1984 г., след като прекратява 7-годишната си връзка с Карол Ан Харис, той издава втория си соло студиен албум Go Insane (Да полуееш). Заглавната песен е скромен хит, достигайки номер 23 в Хот 100. През 2008 г. той разкрива, че заглавната песен е за връзката му със Стиви Никс след раздялата; обаче Харис твърди в мемоарите си Storms, че песента е написана за раздялата ѝ с Бъкингам. Последната песен от албума DW Suite е почит към покойния барабанист на Бийч Бойс Денис Уилсън, който е близък приятел на Флийтуд Мак и за кратко е бил сгоден с Кристин Макви. Също същата година Бъкингам свири на китари и пее хармонични вокали в песента You Can't Make Love от втория солов студиен албум на Дон Хенли Building the Perfect Beast.
На следващата година Бъкингам участва в САЩ за Африка сингъла за набиране на средства We Are the World. През 1986 г. е съавтор на Since You've Gone за дебютния солов студиен албум на Белинда Карлайл Belinda. Той прави и други саундтраци, включително песента Time Bomb Town от „Завръщане в бъдещето“ (1985). Бъкингам свири на всички инструменти в песента с изключение на барабаните, на които свири Майкъл Хюи.

### 1987 г.: АлбумTango In the Nightи напускане на Флийтуд Мак
Петият студиен албум на Бъкингам с Флийтуд Мак Tango in the Night е издаден през 1987 г. Бъкингам вече е издал два самостоятелни студийни албума и се е отказал от голяма част от материала за това, което би бил неговият трети солов студиен албум за проекта, включително Big Love („Голяма любов“), Tango in the Night („Танго в нощта“), Family Man („Семеен човек“), You and me („Аз и ти“) и Caroline („Каролина“). Big Love, издаден като първи сингъл от албума, влиза в Топ 10 в САЩ и Обединеното кралство.
Задвижван от поредица от хитови сингли, албумът Tango in the Night става най-големият студиен албум на групата след Rumors десетилетие по-рано. Въпреки това след издаването му Бъкингам напуска Флийтуд Мак, до голяма степен поради желанието си да не прави турне и напрежението, което изпитва в групата. „Имах нужда да се разделя със Стиви, особено защото не мисля, че някога съм успял да прекратя връзката ни“, каза той. „Трябваше да продължа със следващата фаза на моето творческо и емоционално израстване. Когато се разделиш с някого и след това през следващите 10 години трябва да си около него, да правиш нещо за него и да го гледаш как се отдалечава от теб, не е лесно.“ Групата продължава и без него и Бъкингам е заменен от двама китаристи – Рик Вито и Били Бърнет.

### 1988 – 1992 г.: албумOut of the Cradle
След напускането си на Флийтуд Мак през 1987 г. Бъкингам прекарва голяма част от следващите пет години в студиото, работейки върху третия си солов студиен албум Out of the Cradle („Извън люлката“), който излиза през 1992 г. Много от песните се занимават с връзката му със Стиви Никс и решението му да напусне групата. „Имаше неща, които се задържаха с години, свързани с връзките и групата, нараняващи неща, с които беше невъзможно да се справя, докато не напуснах. Ако сте имали връзка и сте се разделили, след което трябва да виждате този човек всеки ден през следващите 15 години, това може да ви попречи да се справите с някои от тези неща. Докато правихме Rumours (през 1977 г.), имаше две двойки, които се разпаднаха в групата (Бъкингам и Никс, и Джон и Кристин Макви) и трябваше да кажем: „Това е важно нещо, което правим, така че ние трябва да сложим този сбор от чувства от тази страна на стаята и да продължим с него. И когато правите това достатъчно дълго, забравяте, че тези чувства са дори там. В този албум поставям всички тези чувства във възможно най-здравословната перспектива и това, погледнато в широк план, е голяма част от това, с което се занимава албумът. Това е пречистване, абсолютно." Парчето Wrong е нежно порицание на биографията на бившия колега от групата Мик Флийтуд, публикувана през 1990 г.
Out of the Cradle получава някои положителни отзиви, но не достига нивата на продажби, свързани с Флийтуд Мак. Въпреки това Бъкингам прави турне през 1992 – 93 г. за първи път като солов изпълнител; групата му включва група от седем други китаристи (самият Бъкингам ги нарича „лудата група“ на своето DVD Soundstage), на всекиго от които той индивидуално преподава всичките 2,5 часа музика от концерта (Lindsey Buckingham: Behind the Music – документален филм за Ви Ейч Уан от 2001 г.).

### 1993 – 2004 г.: Завръщане във Флийтуд Мак
През 1993 г. новоизбраният президент Бил Клинтън моли Флийтуд Мак да се съберат, за да изпълнят песента, която той избира за кампанията си, написаната от Кристин Макви – Don't Stop, на първото встъпване в длъжност на Бил Клинтън на 20 януари 1993 г. Бъкингам се съгласява да бъде част от представлението, но преживяването е еднократно за групата, която все още е много враждебна помежду си и няма планове да се събира отново официално.
Докато събира материал за планиран четвърти солов студиен албум в средата на 90-те години, Бъкингам се свързва с Мик Флийтуд за съдействие за песен. Тяхното сътрудничество продължава много по-дълго от очакваното и двамата в крайна сметка решават да се обадят на Стиви Никс, Джон и Кристин Макви. През 1997 г. Бъкингам и четиримата му колеги от групата от ерата на Rumors тръгват на път за първи път заедно от 1982 г. на реюниън турне, озаглавено The Dance. То е изключително успешно и прави много за излекуване на щетите, нанесени между Бъкингам и колегите му от групата. Въпреки това Кристин Макви напуска Флийтуд Мак през 1998 г. поради страха си от летене и за да бъде със семейството си в Обединеното кралство, което прави групата четворка.
Следващият четвърти солов студиен албум на Бъингам, озаглавен Gift of Screws, е записан между 1995 – 2001 г. и е представен на лейбълите Уорнър Брос и Рипрайз Рекърдс. Ръководителите на лейбъла успяват да убедят Бъкингам да задържи албума и вместо това да вземе няколко песни от Gift of Screws и да ги използва с Флийтуд Мак. През 2003 г. реформираната група издава първия студиен албум с участието на Бъкингам и Никс от 15 години насам: Say You Will. Песента на Бъкингам Peacekeeper („Миротворец“) е първият сингъл от албума и групата тръгва на световно концертно турне, което продължава почти година и половина. Седем песни от Gift of Screws се появяват в студийния албум на Флийтуд Мак Say You Will, по същество в същата форма, в която Бъкингам ги е записал за соловото си издание. Известно е, че съществуват нелегални копия на Gift of Screws, взети от оригинален CD-R, представен на двата лейбъла, които са широко разпространени сред феновете чрез използването на торент сайтове и други P2P мрежи.

### 2006 – 2008 г.: Солова кариера
На 57-ия му рожден ден на 3 октомври 2006 г. е издаден четвъртият солов студиен албум на Бъкингам – акустичен албум, озаглавен Under the Skin („Под кожата“). Той включва Бъкингам на почти всички инструменти, с изключение на две песни, които включват ритъм секцията на Джон Макви и Мик Флийтуд. Албумът включва кавър версия на класиката на Ролинг Стоунс I Am Waiting. Три дни след издаването му Бъкингам започва турне в подкрепата му, което продължава до края на юни 2007 г. Издадени са концертен абум и DVD-то Live at the Bass Performance Hall, документирайки шоуто във Форт Уърт, Тексас от това турне.
През 2008 г. най-накрая излиза албумът Gift of Screws, съдържащ три песни от първоначално планирания студиен албум, както и седем нови записа. След това Бъкингам започва кратко турне за популяризирането му през септември и октомври, което стартира в Саратога, Калифорния и завършва в Ню Йорк.

### 2009 г.: ТурнеUnleashed
Флийтуд Мак правят турнето Unleashed през 2009 г., като първата му дата е 1 март 2009 г. на Градската арена на Питсбърг. Кристин Макви не участва в този проект.

### 2010 – 2012 г.:Seeds We SowиOne Man Show
На 3 ноември 2010 г. уебсайтът на Бъкингам обявява, че той работи върху неозаглавен студиен албум, чието издаване е планирано за началото на 2011 г. Бъкингам е завършил записите на студийния албум, озаглавен Seeds We Sow („Семената, които засяваме“) през април, а на 22 април 2011 г. той заснема концерт за издаване на DVD в подкрепа на албума. Seeds We Sow е пуснат на 6 септември 2011 г. На 10 септември Бъкингам стартира турнето Seeds We Sow Tour в Рино, Невада; турнето приключва в Тълса, Оклахома на 14 ноември. Бъкингам планира да проведе първото си самостоятелно турне в Обединеното кралство и Ирландия през декември. Въпреки това в началото на декември той отлага всички дати в Обединеното кралство, тъй като китаристът му получава контузия в гърба. Впоследствие датите в Обединеното кралство са отменени.
Бъкингам започва соло турне (без подгряваща група) в Съединените щати на 3 май 2012 г. в Солана Бийч, Калифорния и през ноември 2012 г. издава изцяло солов концертен албум One Man Show чрез цифрово изтегляне в Ай Тюнс, който е записан от една вечер в Де Мойн, Айова. One Man Show е издаден от собствения лейбъл Бъкингам Рекърдс LLC.

### 2013 – 2015 г.: Миниалбум на Флийтуд Мак, световно турне и събиране с Кристин Макви
Турнето на Флийтуд Мак Live World започва на 4 април 2013 г. в Кълъмбъс, Охайо. На 30 април групата издаде първия си нов студиен материал след Say You Will от 2003 г. чрез цифрово изтегляне от Ай Тюнс с миниалбум от четири песни, съдържащ три нови песни от Бъкингам и една нова песен от сесиите на Buckingham Nicks – Without You („Без теб“).
Бъкингам е кредитиран за три песни от издадения през 2013 г. Hesitation Marks – осмият студиен албум на групата Найн Инч Нейлс.
На 11 януари 2014 г. Мик Флийтуд обявява, че Кристин Макви се присъединява към Флийтуд Мак и новината е потвърдена на 13 януари от основния публицист на групата Лиз Розенберг. Розенберг също така заявява, че предстои официално съобщение относно нов албум и турне.
On the Show – турне в 33 града в Северна Америка стартира в Минеаполис, Минесота на 30 септември 2014 г. Поредица от дати на арена за май–юни 2015 г. в Обединеното кралство са пуснати в продажба на 14 ноември и са разпродадени за минути. Добавени са допълнителни дати за турнето, което продължава до ноември.
През януари 2015 г. Бъкингам предполага, че новият студиен албум и новото турне може да са последното изпълнение на Флийтуд Мак и че групата ще спре да работи през 2015 г. или скоро след това. Той заключава: „Ще продължим да работим по новия албум, а соловите неща ще останат на заден план за година-две. Красив начин да завършим това последно действие.“ От друга страна Мик Флийтуд заявява, че новият студиен албум може да отнеме няколко години, за да бъде завършен и че те чакат приноса на Стиви Никс, която е двусмислена относно обвързването с нов запис.

### 2016 – 2017 г.: АлбумLindsey Buckingham Christine McVieи Класически концерти
През август 2016 г. Мик Флийтуд казва, че докато групата има огромно количество записана музика, но на практика нито една от тях не включва Стиви Никс. Бъкингам и Кристин Макви обаче са допринесли с множество песни за новия проект. Флийтуд казва на Ultimate Класик Рок: „Тя [Макви]... написа доста... Тя и Линдзи вероятно биха могли да имат много силен дуетен албум, ако искат. В интерес на истината се надявам да се стигне до повече от това. Наистина има десетки песни. И наистина са добри. Така че ще видим."
Бъкингам и Кристин Макви обявяват съвместен студиен албум, озаглавен Lindsey Buckingham Christine McVie, в който участват също Мик Флийтуд и Джон Макви. Първоначално албумът е планиран като албум на Флийтуд Мак. Стиви Никс не участва поради предпочитанията си за соло турне с Притендърс. Албумът излиза на 9 юни 2017 г. и е предшестван от сингъла In My World. Турне с 38 дати започва на 21 юни 2017 г. и завърши на 16 ноември.

### 2018 – 2022 г.: Уволнение от Флийтуд Мак, албумиSolo AnthologyиLindsey Buckingham
След представянето на Флийтуд Мак на MusiCares Личност на годината през януари 2018 г. Бъкингам е уволнен от групата. Твърди се, че причината е била несъгласие относно естеството на турнето и по-специално въпросът дали ще бъде включен по-нов или по-малко известен материал, както Бъкингам иска.
Мик Флийтуд и групата се появяват в телевизионното предаване на Си Би Ес „Тази сутрин“ на 25 април 2018 г. и казват, че Бъкингам няма да подпише турне, което групата е планирала от една година и че са стигнали до „огромна задънена улица“ и „са се блъснали в тухлена стена". На въпроса дали Бъкингам е бил уволнен, той казва: „Е, ние не използваме тази дума, защото смятам, че е грозна“. Той също така казва, че „Линдзи се радва на огромно уважение и похвала за това, което е направил в редиците на Флийтуд Мак и винаги ще изпитва.“ През октомври 2018 г. Бъкингам завежда дело срещу Флийтуд Мак за нарушение на фидуциарните задължения, нарушение на устен договор и умишлена намеса в бъдещо икономическо предимство, наред с други обвинения; делото е уредено през декември същата година.
Бъкингам заявява, че е научил за уволнението, след като е получил обаждане от мениджъра на групата Ървинг Азоф със съобщение за Бъкингам от Стиви Никс. Бъкингам заявява, че Азоф му е казал: „Стиви никога повече не иска да бъде на сцена с теб.“ Дни по-късно Бъкингам се обажда на Азоф и го пита: „Стиви напуска ли групата или ще ме уволят?“ Азоф му казва, че „е уволнен“ от групата, след като Никс дава на другите членове на групата ултиматума „или нея, или Бъкингам“. Бившият китарист на Том Пети енд дъ Хартбрейкърс Майк Кембъл и Нийл Фин от Краудид Хаус са назначени на мястото на Бъкингам. Оттогава Бъкингам заявява, че е готов да се присъедини отново към Флийтуд Мак, но не го предвижда в бъдеще.
През август 2018 г. лейбълът Рипрайз Рекърдс издава прессъобщение за нова солова антология на Бъкингам с название Solo Anthology: The Best of Lindsey Buckingham, която се фокусира върху соло кариерата му след 1981 г. Антологията е издадена на 5 октомври 2018 г., последвана два дни по-късно от соло турне из Северна Америка.
През 2020 г. Бъкингам си сътрудничи с Килърс в техния студиен албум Imploding the Mirage, като свири на китара в първия сингъл Caution.
През 2021 г. Бъкингам свири на нова версия на The Past Is the Past от Бренди Кларк, издадена като бонус песен в луксозното издание на нейния албум Your Life Is a Record.
На 8 юни 2021 г. Бъкингам обявява своя седми солов студиен албум Linsey Buckingham със сингъла I Don't Mind („Нямам против“). Вторият сингъл от албума On the Wrong Side („На грешната страна“) излиза на 23 юли 2021 г. Записът е издаден на 17 септември 2021 г., а турнето му в негова подкрепа започва същия месец. Бъкингам също гостува в студийния албум на Холзи от 2021 г. If I Can't Have Love, I Want Power.
На 27 август 2022 г. той изпълнява своето китарно соло от парчето Caution на Килърс на живо на сцената в Лос Анджелис заедно с групата, заедно с кавър на Go Your Own Way на Флийтуд Мак. Той и групата се присъединяват към Джони Мар от Смитс, за да изпълнят заедно Mr. Brightside за закриване на концерта.

## Личен живот
Бъкингам учи в същата гимназия като Стиви Никс, но една година след нея. Той започва връзка с нея след разпадането на групата им Фриц. След това страда от пристъп на инфекциозна мононуклеоза, което забавя преместването им в Лос Анджелис през 1971 г. Те записват студиен албум заедно, преди да се присъединят към групата Флийтуд Мак през 1975 г., а връзката им се разпада към 1977 г. Раздялата е описана в редица песни, написани от двамата, като Silver Springs и Dreams на Никс, и в Go Your Own Way и Second Hand News на Бъкингам.
Бъкингам има първото си дете – сина си Уилям Грегъри от Кристен Меснер на 8 юли 1998 г. През 2000 г.  двамата сключват брак и им се раждат две дъщери – Лийли през 2000 г. и Стела през 2004 г. Бъкингам и Меснер, която е фотографка и интериорна дизайнерка, имат дом в Брентуд, Калифорния.
Бъкингам претърпява спешна сърдечна операция през февруари 2019 г. Съпругата му казва, че „животоспасяващата процедура е причинила увреждане на гласните струни, чиято трайност не е ясна. Линдзи бавно се възстановява у дома с подкрепата на съпругата и децата си."
Меснер подава молба за развод от Бъкингам в Лос Анджелис на 2 юни 2021 г. През септември е съобщено, че двойката работи върху брака си.

## Музикален стил
За разлика от повечето рок китаристи Бъкингам не свири с перце. Вместо това той свири на струните с пръсти и нокти и се стреми да дрънка със средния и безименния си пръст. Първоначално след присъединяването си към Флийтуд Мак той използва Гибсън Ле Пол Къстъм. Преди групата сновната му китара е Фендър Телекастър и е използвана в първия им студиен албум Fleetwood Mac заедно с Фендър Стрейтокастърс, оборудвана с Alembic Blaster. През 1978 г. той работи с Рик Търнър – бъдещ собственик и основател на Ренесанс Гитар Къмпани за създаването на китарата Модел Уан. Оттогава той я използва широко, както с Флийтъд Мак, така и за соловите си усилия. Той използва Тейлър Гитар 814ce или Рик Търнър Ренесанс RS6 за повечето си акустични изпълнения, но използва китара Гибсън Чет Аткинс, направена по поръчка за своите изпълнения на живо на Big Love. Той също е използвал Овейшън Баладиър от началото на 1970-те до края на 1980-те г. През 80-те г. той също широко използва семплиращия синтезатор Fairlight CMI.
Неговите влияния включват Брайън Уилсън и Фил Спектър. Бъкингам също работи много като продуцент както за Флийтъд Мак, така и за соловата си работа. „Мисля за себе си като за стилист и процесът на писане на песен е неразделна част от сглобяването ѝ в студиото.“

В интервю за Guitar World Acoustic Magazine Бъкингам каза:
„Винаги съм вярвал, че свириш, за да подчертаеш песента, а не за да подчертаеш свирача. Песента е всичко, което има значение. Има два начина, по които можеш да вървиш. Можеш да опиташ да бъдеш някой като Еди Ван Хален, който е страхотен китарист, виртуоз. И все пак той не прави добри записи, защото това, което свири, се губи напълно в контекста на музиката на тази група. След това има китаристи като Чет Аткинс, които не са били там, опитвайки се да се покажат като китаристи сами по себе си, а са използвали китарата като инструмент за правене на добри записи. Спомням си, че обичах творчеството на Чет, когато бях дете, но едва по-късно, когато наистина слушах неговите китарни партии, разбрах колко много те са част от тъканта на песента и колко много ще си кажеш „О, тази песен просто не работи, ако те не бяха там.“
В друго интервю за Гитар Уърлд той казва относно използването на пръстите си вместо перце:
„Започнах да свиря много млад и от рано хората, които слушах, имаха някакъв елемент на пръстов стил. Вероятно първият китарист, на когото подражавах, беше Скоти Мур, когато бях може би на 6 или 7 г. И той свиреше с перце, но използваше и пръсти. И много от сесийните играчи, като Чет Аткинс, свиреха с пръсти или перце. След това слушах известно количество лека класическа китара. И, разбира се, по-късно, когато първата вълна на рокендрола отпадна, фолк музиката беше много популярна и много влияеща на моя стил. Така че наистина нямаше голям избор от това, в което попаднах. Използвам перце от време на време. Със сигурност го използвам повече в студиото, когато искаме да получим определен тон. Но това е просто начинът, по който го измислих. Не са ме учили. Просто разбрах нещата по свой собствен начин. Предполагам, че това беше един от начините, по които се чувствах комфортно и някакси се появи.“

## В популярната култура
Бъкингам изобразяван от Бил Хейдър в повтарящ се скеч, озаглавен „Какво става с това?“ (What Up with That?) в телевизионното предаване Saturday Night Live на Ен Би Си. Шоуто включва Хейдър като Бъкингам, който многократно се появява като гост в токшоу в скеча; обаче сегментът винаги изтича, преди той да може да бъде интервюиран. Бъкингам заявява, че не разбира пародията, въпреки че я смята за комплимент, и в крайна сметка той се появи като себе си в епизода от 14 май 2011 г. по време на този скеч, предлагайки да обясни защо има двама Линдзи Бъкингам.
Бъкингам играе себе си и пее в епизод 3 от сериала Roadies на Шоутайм.

## Дискография

### Соло албуми
Самостоятелни
- Law and Order (1981)
- Go Insane (1984)
- Out of the Cradle (1992)
- Under the Skin (2006)
- Gift of Screws (2008)
- Seeds We Sow (2011)
- Lindsey Buckingham (2021)

Със Стиви Никс
- Buckingham Nicks (1973)

С Кристин Макви
- Lindsey Buckingham Christin McVie (2017)

С Флийтуд Мак
- Fleetwood Mac (1975)
- Rumours (1977)
- Tusk (1979)
- Mirage (1982)
- Tango in the Night (1987)
- Behind the Mask (1990)
- Say You Will (2003)

### Концертни албуми
Соло албуми
- Live at the Bass Performance Hall (2008)
- Songs from the Small Machine: Live in L.A at Saban Theatre in Beverly Hills, CA / 2011 (2011)
- One Man Show (2012)

С Флийтуд Мак
- Live (1980)
- The Dance (1997)
- Fleetwood Mac: Live in Boston (2004)
- In Concert (2016) – парчетата от албума първоначално са пуснати в луксозното ремастеризиано издание на албума Tusk от 2015 г.

### Сборни албуми
Соло албуми
- Words and Music [A Retrospective] (1992)
- Solo Anthology: The Best of Lindsey Buckingham (2018)

С Флийтуд Мак
- The Collection (1987)
- Greatest Hits (1988)
- 25 Years – The Chain (1992), издаден като бокс сет от два и четири диска
- The Best of Fleetwood Mac (1996)
- The Very Best of Fleetwood Mac (2002)
- Opus Collection (2013)
- 50 Years – Don't Stop (2018)

## Филмография

### Музикални видеоклипове
- 1981 – Trouble
- 1981 – It Was I
- 1983 – Holiday Road
- 1984 – Go Insane
- 1984 – Slow Dancing
- 1992 – Countdown
- 1992 – Wrong
- 1992 – Soul Drifter
- 1993 – Don't Look Down
- 2006 – Show You How
- 2006 – It Was You
- 2006 – Shut Us Down
- 2011 – Stars Are Crazy
- 2011 – In Our Own Time